# Monumento a Hipólito Unanue
El monumento a Hipólito Unanue es un conjunto escultórico ubicado en la ciudad de Lima, la capital del Perú. Está dedicado a Hipólito Unanue y fue elaborado por el escultor Manuel Piqueras Cotolí. Fue inaugurado el 29 de julio de 1931 en el parque Universitario y se declaró Patrimonio Cultural de la Nación en 2018.

## Historia
En 1921 se crea el Parque Universitario con motivo de la conmemoración de la Independencia, el proyecto fue elaborado por el arquitecto Enrique Bianchi y aprobado mediante Resolución Suprema por el Ministerio de Fomento en 1919. 
Así pues, en 1921 se crea el espacio público proyectado en un solo eje donde se ubican los monumentos más importantes del Centro Histórico como la Plaza del Dos de Mayo y la Plaza San Martín.  Fue embellecido con farolas monumentales, jardineras y fuentes, pues debía albergar “La Torre del Reloj” donado por la colonia alemana en conmemoración del Centenario de la Independencia y también se erigirían los monumentos de Hipólito Unanue, Bartolomé Herrera y Sebastián Lorente, ilustres personajes influyentes en el campo de la educación, la ciencia y la cultura.
Con el motivo de conmemorarse el Centenario de Hipólito Unanue, y en reconocimiento a sus distinguidos servicios a la Nación y en el extranjero, acrecentaron reacciones patrióticas de perennizar al Gran Médico y Prócer de la Independencia por parte de la Academia Nacional de Medicina. Es así que conjunto a la construcción del parque Universitario, se coordinó la ejecución del monumento, de esta manera la primera piedra para el monumento se efectuó el año 1920. El encargado para esta labor fue el escultor español Manuel Piqueras Cotolí, el cual creó el modelo en barro, el mismo año, y luego pidió la colaboración de su discípulo Ismael Pozo Velit. La estatua de mármol de Carrara blanco fue ejecutada en Italia, en 1928. El pedestal fue obra de José M. León. 
La ceremonia de inauguración de la obra monumental fue el 29 de julio de 1931, a la cual asistieron el mariscal Oscar R. Benavides; el Dr. Daniel Olaechea, ministro de Instrucción; y el Dr. José de la Riva Agüero, alcalde de Lima.

## Ubicación
El monumento a Hipólito Unanue se encuentra dentro del parque Universitario, ubicado en el centro histórico de Lima, delimitado por las avenidas Abancay, Nicolás de Piérola, jr. Azángaro y el Centro Cultural de San Marcos.

## Descripción
El monumento escultórico está compuesto por la escultura de un solo bloque, el pedestal de un solo bloque también y la base de varios bloques. Tiene una altura total de 3.63 metros. La escultura principal, elaborada en mármol de Carrara blanco, representa al prócer de la independencia sentado sobre una silla y con un libro en las manos.
En la parte del respaldar de la escultura, acompaña en los laterales un diseño de hojas de acanto con cinta central. En la zona inferior del larguero podemos apreciar una inscripción incisa “HIPOLITO UNANUE 1755-1833. FUNDADOR DEL COLEGIO DE MEDICINA – ILUSTRE PATRICIO Y HOMBRE DE ESTADO CONTRIBUYÓ POR SUS EMINENTES SERVICIOS A CONSTRUIR Y ENORGULLECER LA REPÚBLICA – SABIO Y ESCRITOR INSIGNE FUE CÉLEBRE POR SU CIENCIA Y POR SUS OBRAS EN AMÉRICA Y EN EUROPA”.
En la parte frontal de la superficie del pedestal se puede apreciar una inscripción incisa del nombre del homenajeado de la siguiente manera: “H. UNANUE” y debajo la fecha “1755 - 1833” la cual señala los años de en el que vivió Unanue.
El pedestal está rematado en moldura ochavada en la parte superior; tiene la pared frontal y posterior curvas, flanqueadas por pilastras en retroceso con capitel de tipo toscano con ábaco moldurado y las paredes laterales cóncavas igualmente flanqueadas por pilastras de igual diseño.